# Colin Sharp
Colin Ainsley Sharp (5 de septiembre de 1953 - 7 de septiembre de 2009) fue un actor, escritor, profesor y cantante británico que participó en la escena musical new wave en Mánchester, como cantante de la banda post-punk The Durutti Column, y después fue un reconocido maestro en Newcastle, donde radicó en sus últimos años de vida.
En 1978, se unió a The Durutti Column en voz, tomando el lugar del cantante original Phil Rainford. Cantó en el EP A Factory Sample de ese mismo año. Poco después, uno de los guitarristas de la banda, Vini Reilly, toma su lugar. Sin embargo, fuentes referidas a la banda no lo toman como un miembro más.
En la década de 2000, colabora con la banda americana Vernian Process.
Fue amigo cercano del productor Martin Hannett, de quien escribió un libro sobre él y Factory Records, Who Killed Martin Hannett?: The Story of Factory Records' Musical Magician, publicado en 2007.
Sharp recurrentemente escribía mensajes en el foro de la página web tributo a Factory Records, Cerysmatic Factory, bajo su mismo nombre u otros, en los cuales contaba algunas anécdotas sobre el fundador del sello Tony Wilson, su tiempo con The Durutti Column o su libro sobre Martin Hannett. 
Enseñaba artes en el Newcastle College and Tyne Met.
El 5 de septiembre de 2009, día en que estaba cumpliendo 56 años, Sharp sufre una hemorragia cerebral, muriendo dos días después, el 7 de septiembre, luego de haber sido sometido a cirugía.